# لويس نيلسون ديليسل
لويس نيلسون ديليسل (بالإنجليزية: Louis Nelson Delisle)‏ هو عازف جاز أمريكي، ولد في 28 يناير 1885 في نيو أورلينز في الولايات المتحدة، وتوفي بنفس المكان في 20 يوليو 1949.

## وصلات خارجية
- لويس نيلسون ديليسل على موقع ميوزك برينز (الإنجليزية)
- لويس نيلسون ديليسل على موقع ديسكوغز (الإنجليزية)